# Сен-Сафорен (Лаво)
Сен-Сафорен (фр. Saint-Saphorin) — громада  в Швейцарії в кантоні Во, округ Лаво-Орон.

## Географія
Громада розташована на відстані близько 75 км на південний захід від Берна, 15 км на південний схід від Лозанни.
Сен-Сафорен має площу 0,9 км², з яких на 31% дозволяється будівництво (житлове та будівництво доріг), 56,3% використовуються в сільськогосподарських цілях, 12,6% зайнято лісами, 0% не є продуктивними (річки, льодовики або гори).

## Демографія
2019 року в громаді мешкало 380 осіб (+8,9% порівняно з 2010 роком), іноземців було 23,4%. Густота населення становила 427 осіб/км².
За віковим діапазоном населення розподілялося таким чином: 24,2% — особи молодші 20 років, 58,7% — особи у віці 20—64 років, 17,1% — особи у віці 65 років та старші. Було 168 помешкань (у середньому 2,3 особи в помешканні).